# Dušan Rapoš
Dušan Rapoš (* 20. června 1953 Moravany) je slovenský režisér, scenárista, textař a hudební skladatel. Manžel české herečky Evy Vejmělkové.

## Stručný životopis
Vystudoval katedru žurnalistiky na Filosofické fakultě Univerzity Komenského v Bratislavě (1975) a filmovou režii na bratislavské VŠMU (1982). V době studií pracoval jako novinář a redaktor v rozhlasu (Dobré ráno). Od roku 1982 pracoval v zpravodajském filmu a věnoval se tvorbě týdeníků. Kromě práce ve filmu se věnuje divadelní tvorbě, komponování hudby (např. balet Deti Titanicu) a textařství. V roce 1992 založil produkční spoločnost Welcome Film. V roce 2010 měla premiéru rocková opera Petr a Lucie (Pietro e Lucia), která vyzývá ke společnému zápasu lidí všech kontinentů proti mezinárodnímu terorismu.
Z prvního manželství má dcery Katarínu a Dušanu. S Evou Vejmělkovou má dve dcery, Taru a Ritu. Žije v Havířově.

## Filmografie
- 1984 Falešný princ
- 1985 Fontána pro Zuzanu
- 1986 Utekajme, už ide!
- 1989 Rabaka
- 1993 Fontána pro Zuzanu 2
- 1994 Karel Kryl – kdo jsem...?
- 1996 Suzanne
- 1999 Fontána pro Zuzanu 3 / Fontána pro Zuzanu 3 / A Fountain for Susan
- 2008 Cinka Panna
- 2017 Muzzikanti
- 2018 Když draka bolí hlava
- 2020 Ženská pomsta